# レニ・スターン

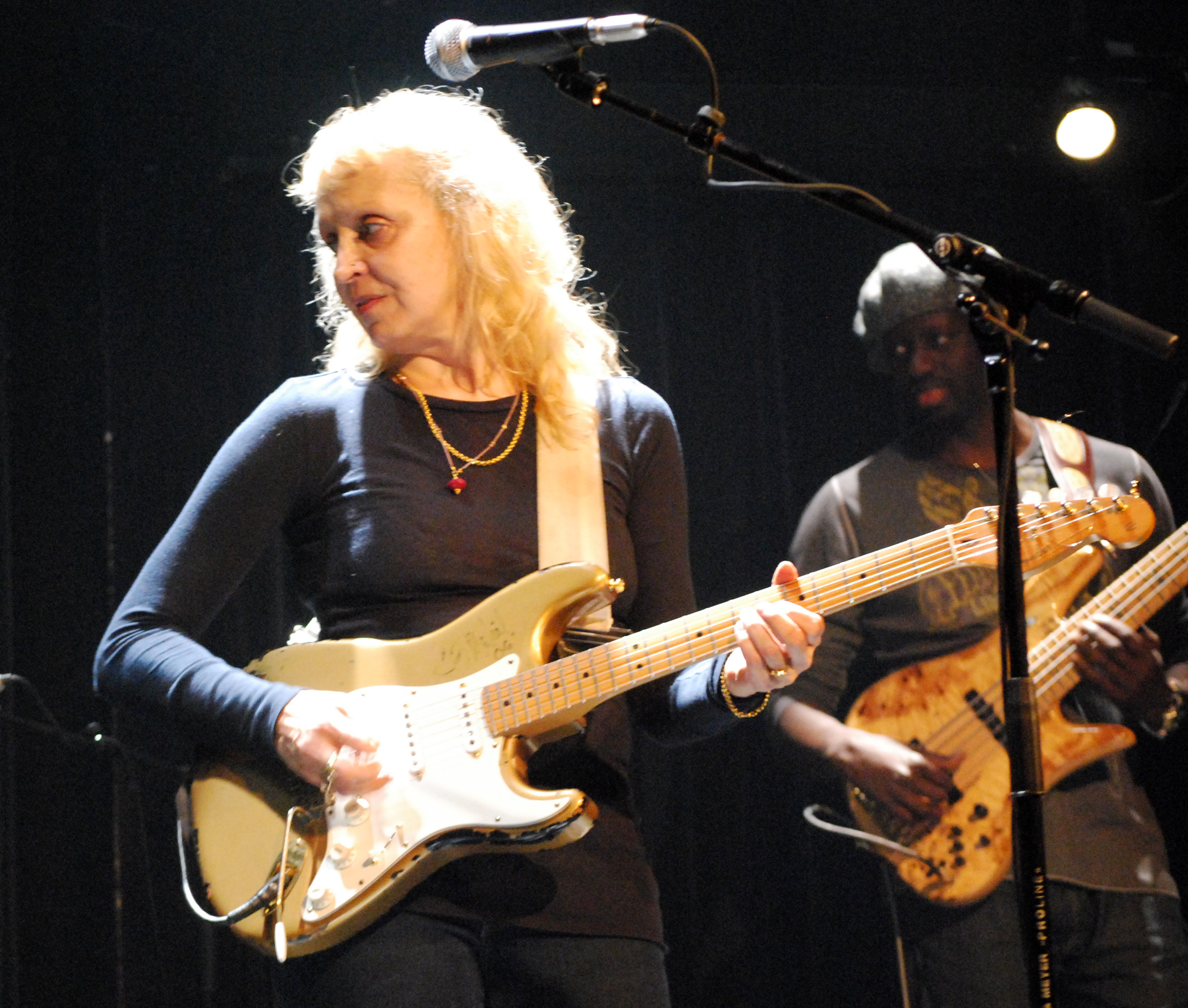
演奏するレニ・スターン（2009年）

レニ・スターン（Leni Stern、1952年4月28日 - ）は、ドイツのジャズ・ギタリスト、歌手。

## 生い立ち
スターンは、1952年4月28日にドイツでマグダレーナ・トーラとして生まれた。彼女は幼い頃から音楽に興味を持ち、6歳でピアノの勉強を始め、数年後にギターを始めた。テレビに出演するなど、ドイツで女優として活躍し、1977年にバークリー音楽大学に入学した。彼女は1980年までボストンで暮らしていたが、その後、ニューヨークに移った。

## その後の人生とキャリア
1983年、ドラムのポール・モチアンとギターのビル・フリゼールと共に自分のバンドを結成した。ボーカルは、1997年の『Black Guitar』のリリース以降、彼女の音楽のより重要な部分となっていった。彼女はギタリストのマイク・スターンと結婚している。

## ディスコグラフィ

### リーダー・アルバム
- 『クレアボイアント』 - Clairvoyant (1986年、Passport Jazz)
- 『ザ・ネクスト・デイ』 - The Next Day (1987年、Passport Jazz)
- 『シークレッツ』 - Secrets (1989年、Enja)
- 『クローザー・トゥ・ザ・ライト』 - Closer to the Light (1990年、Enja)
- Ten Songs (1992年、Lipstick)
- Like One (1993年、Lipstick)
- Words (1995年、Lipstick)
- Black Guitar (1997年)
- Kindness of Strangers (2000年、Leni Stern)
- Finally the Rain Has Come (2002年、Leni Stern)
- When Evening Falls (2004年、Leni Stern)
- Love Comes Quietly (2006年、Leni Stern)
- Africa (2007年、Leni Stern)
- Alu Mayé (Have You Heard) (2007年、Leni Stern)
- Sa Belle Belle Ba (2010年、Leni Stern)
- Sabani (2012年、Leni Stern)
- Smoke, No Fire (2012年、Leni Stern)
- Jellel (2013年、Leni Stern)
- Dakar Suite (2016年、Leni Stern)
- 3 (2018年、Leni Stern)
- 4 (2020年、Leni Stern)

出典: